# Grundisburgh
Grundisburgh – wieś w Anglii, w hrabstwie Suffolk, w dystrykcie East Suffolk. Leży 9 km na północny wschód od miasta Ipswich i 116 km na północny wschód od Londynu. Miejscowość liczy 1530 mieszkańców.